# 康乐街道 (洛阳市)
康乐街道是中华人民共和国河南省洛陽市孟津区下辖的一个街道办事处。

## 行政区划
康乐街道下辖以下村级行政区划单位：
双苑社区、康乐社区、中油社区、华油社区、北陈村、康窑村、马庄村、下柳村、上柳村、六门村、郑庄村和韩庄村。